# Національна ліберальна партія (Румунія)
Національна ліберальна партія (рум. Partidul Național Liberal) — найстаріша політична партія Румунії, утворена 1875 року й згодом неодноразово реорганізована.
До квітня 2007 року була найбільшою партією панівного альянсу.

## Платформа
Партія дотримується доктрини класичного лібералізму. Останнім часом вона фокусується більше на економіці. Наприклад, однією з передвиборчих обіцянок партії на виборах 2004 року було введення пропорційного оподаткування.